# Jan Bulas
Jan Bulas (ur. 1878 w Porębie Wielkiej, zm. po 1919) – polski malarz, grafik, poeta.

## Życiorys
Jan Bulas przyszedł na świat 11 stycznia 1878 roku w Porębie Wielkiej, niewielkiej wsi koło Mszany Dolnej. Jedynych informacji dotyczących okresu jego dzieciństwa i młodości dostarcza wiersz Bulasa „Autobiografia” (opublikowany we lwowskim tygodniku „Nasz Kraj”) z 1906 roku. Jan miał parać się wieloma zajęciami, sposobił się do profesji kupca. Jako syn ubogich gorczańskich górali nie miał przed sobą szerokich perspektyw. Dorastał pod bokiem Władysława Orkana, któremu prawdopodobnie zawdzięczał wyjazd na studia najpierw do Zakopanego, a następnie do Krakowa. Ok. 1899 roku Bulas zapisał się do zakopiańskiej Szkoły Przemysłu Drzewnego. Nie ukończył jej, nazwisko Bulasa nie widnieje bowiem w księgach absolwentów szkoły. Doświadczenia tam nabyte pozwoliły na realizację dekoracji snycerskiej nowego domu Władysława Orkana, tzw. „Orkanówki”.
W 1901 roku znalazł się w Krakowie. Studia na Akademii Sztuk Pięknych rozpoczął kursem rysunku w pracowni Floriana Cynka. W 1904 roku przeniósł się na zajęcia malarstwa dekoracyjnego, prowadzone przez Stanisława Wyspiańskiego. Z racji przedłużających się nieobecności mistrza w Akademii, kolejne semestry nauki zaliczali za Wyspiańskiego Jan Stanisławski i Józef Mehoffer. Pod koniec studiów Jan Bulas rozpoczął regularną działalność w środowisku artystycznym Krakowa. W latach 1906–1914 wystawił kilkaset obrazów olejnych i pasteli w gmachu Towarzystwa Przyjaciół Sztuk Pięknych. Nawiązał także współpracę ze lwowskim TPSP. Jednorazowo wziął udział w wystawie w Wiedniu i w warszawskiej Zachęcie. Głównym motywem jego twórczości pozostawały monumentalne, przeskalowane polne kwiaty. Malował także portrety oraz pejzaże, które stanowiły zapis podróży artysty, coraz częstszych po 1908 roku. Właśnie wtedy Jan Bulas odbył pierwszą zagraniczną podróż do Chicago. Nie zachowały się żadne dokumenty poświadczające ten pobyt, dysponujemy jedynie tytułami amerykańskich pejzaży pokazanych po powrocie do kraju. Ówczesna prasa wzmiankuje jedynie, że artysta zadomowił się za oceanem i intensywnie działa na tamtejszym rynku wydawniczym.
Artysta zaciągnął się do Legionów Polskich w 1915 roku. Zanim udał się na front ożenił się w rodzinnej parafii. Przebieg służby wojskowej Bulasa nie jest udokumentowany.  Malarz miałby być jednym z ochotników, którzy zaciągnęli się do Legionu Wschodniego 16 sierpnia, podczas przemarszu ze Lwowa do Mszany Dolnej. Ostatni list z frontu sygnowany przez Bulasa pochodzi z 1 X 1916 roku. Kolejne wiadomości artysta wysyła z leczniczego zakładu zamkniętego w Kobierzynie. Podczas II wojny światowej żołnierze niemieccy dokonali zagłady tej placówki, zgodnie z wytycznymi akcji T4, mającej na celu eliminację jednostek ułomnych psychicznie i fizycznie. Archiwum szpitala nie ocalało, dlatego nie wiadomo kiedy i z jakiego powodu trafił tam Jan Bulas. Prawdopodobnie trauma doznana na froncie przez wrażliwego artystę zaowocowała depresją.
Jan Bulas z pewnością nie zmarł w 1917 roku, jak się to powszechnie podaje. Zachowały się jego listy wysłane z zakładu do Orkana, ostatni pochodzi z 1919 roku. Bardzo prawdopodobne, że przeżył jeszcze kilka lat. Istnieje także możliwość, że udało mu się opuścić ten zakład i dożyć późnej starości. Z braku wystarczających źródeł należy uznać datę śmierci malarza za nieznaną.

## Twórczość
Jan Bulas był wszechstronnym artystą. Uprawiał malarstwo sztalugowe i monumentalne, grafikę, snycerkę, projektował tkaniny. Jest autorem kilku wierszy i dramatu „Szczęście”, napisanego po zerwaniu znajomości z Orkanem. 
Pierwszą znaną realizacją Bulasa jest dekoracja snycerska Orkanówki wykonana ok. 1904 roku. Składają się na nią proste, kwiatowe motywy znane ze zdobnictwa podhalańskiego, a rozpowszechniane przez zakopiańska Szkołę Przemysłu Drzewnego.
Bohaterami swoich obrazów Bulas uczynił kwiaty i nie jest to przesadne określenie. Jego rośliny rozrastają się do niebotycznych rozmiarów, tworząc fantastyczny świat czystej, biologicznej wegetacji. Portretowane osoby nikną w gąszczu wici, pędów i łodyg. To właśnie monumentalne kwiaty stanowią o wymowie symbolicznej dzieł Bulasa. Artysta szczególnie upodobał sobie rodzime, pospolicie rosnące kwiaty, które przedstawił w kilku cyklach: „Skoszona łąka”, „Kwiat narodowy”, „Uśmiechnięta łąka”, „Kwitnąca łąka”. Powtarzał te kompozycje zarówno w malarstwie, jak i grafice.
Jego twórczość była odbierana rozmaicie, krytyka krakowska zarzucała mu uprawianie „twórczości na metry” i wtórność wobec Wyspiańskiego. Z kolei publiczność lwowska z wielkim entuzjazmem witała każdą kolejną wystawę Bulasa.
W 1909 roku, tuż po powrocie artysty z Chicago, miało miejsce niezwykle przykre zdarzenie. Bulas podał do sądu Mariana Dąbrowskiego, redaktora naczelnego „Głosu Narodu” oraz Feliksa Jasieńskiego za „obrazę czci popełnioną drukiem”. Winnym okazał się być Feliks Jasieński, ukrywający się pod pseudonimem Sczęsny Dołęga, który oczernił Bulasa i jego twórczość. Sprawa zakończyła się polubownie, oskarżenie ostatecznie zostało wycofane. Był to precedens w polskim sądownictwie, po raz pierwszy przedmiotem rozprawy miały stać się wartości czysto artystyczne. Kolegium orzekające o talencie Bulasa składało się z tak znakomitych artystów jak Weiss i Wyczółkowski. Artysta niezrażony tym publicznym afrontem jeszcze w tym samym roku założył w Krakowie Pracownię Malarstwa Dekoracyjnego. 
Około 1912 roku wykonał polichromie w kościele i dworze w Rzepienniku Biskupim. Kościół ozdobił cyklem ukazującym polskich świętych władców i biskupów, wolną przestrzeń wokół postaci pokrył dekoracją roślinną. W nawie znajdują się przedstawienia heraldyczne, a w transepcie sceny Zwiastowania i Modlitwy w Ogrójcu. Dworek rodziny Więckowskich w tej samej miejscowości artysta ozdobił motywami kwiatowymi powtórzonymi z dekoracji kościoła. Jest to jedyna znana realizacja malarstwa monumentalnego Jana Bulasa.
Ostatni znany cykl malarski tego artysty pochodzi z 1914 roku. To Droga Krzyżowa, zespół obrazów olejnych namalowanych dla proboszcza parafii w Niedźwiedziu. Nie przedstawia szczególnych wartości artystycznych, ale stanowi cenny przykład zachowanego malarstwa sztalugowego artysty.
Jan Bulas przez całe życie był porównywany do Stanisława Wyspiańskiego. Nieustannie musiał udowadniać wartość swojej twórczości, a także mierzyć się z własnymi kompleksami. Dziś doceniamy ten niepowtarzalny, intymny świat fantastycznych roślin, nie odejmując mu wyjątkowości.
Obrazy Jana Bulasa znajdują się w Muzeum Mazowieckim w Płocku i Muzeum Narodowym w Krakowie. Jego prace pojawiają się regularnie na rynku antykwarycznym. Istnieje dość duże prawdopodobieństwo, że do dziś jego dekoracyjne obrazy wiszą na ścianach galicyjskich domów, zarówno w Krakowie, jak i we Lwowie.